# Кокберн, Уильям Джордж
Уильям Джордж «Билл» Кокберн (англ. William George "Bill" Cockburn; 1 марта 1902, Торонто — 21 марта 1975, Виннипег) — канадский хоккеист, чемпион зимних Олимпийских игр 1932 года (и по совместительству чемпион мира) в составе сборной Канады.

## Биография
Кокберн играл на позиции хоккейного вратаря. Увлекался бейсболом и регби летом. Карьеру начал в команде «Таммани Тайгерз», в которой выступал до 1926 года и занимался также бейсболом и лакроссом. Проведя сезон в «Монреаль Викториаз», он стал игроком клуба «Виннипег Виннипегс». В 1931 году выиграл с ним Кубок Аллана. На Олимпийских играх 1932 года в Лейк-Плэсиде сыграл пять матчей, был капитаном команды и привёл сборную к золотым медалям Олимпийских игр и званию чемпиона мира.
По окончании карьеры игрока был тренером команды «Доки Тайгерз» (по хоккею и бейсболу), а позже тренировал хоккейные клубы Виннипега. Член Спортивного зала славы Манитобы с 2004 года (как чемпион Канады 1931 года), а также Хоккейного зала славы Манитобы за личные заслуги.